# Epiplema cretosa
Epiplema cretosa är en fjärilsart som beskrevs av Swinhoe 1902. Epiplema cretosa ingår i släktet Epiplema och familjen Uraniidae. Inga underarter finns listade i Catalogue of Life.